# THE IDOLM@STER ANIM@TION MASTER 생방임까 SPECIAL
'THE IDOLM@STER ANIM@TION MASTER 생방임까 SPECIAL' (아이돌마스터 애니메이션 마스터 생방임까 스페셜)은 2012년 8월 15일부터 일본 컬럼비아에서 발매되고 있는 애니메이션 'THE IDOLM@STER' 및 게임 'THE IDOLM@STER 2'의 기획 앨범 시리즈. 전7매.
제1탄의 'THE IDOLM@STER ANIM@TION MASTER 생방임까 SPECIAL 01'은 제54회 일본 레코드 대상에서 기획상을 수상했다.

## 개요
게임 'THE IDOLM@STER 2'로 처음 나오는 악곡의 풀 버전을 수록한 시리즈. 01 - 05로 커튼콜, 첫사랑 조곡의 모두 7매.
01 - 05는 각 CD마다 3명의 아이돌이 등장해, '765 프로의 모두 무엇인가 새로운 것에 도전하자'를 테마로, 애니메이션 'THE IDOLM@STER' 안에서 그려진 가공의 프로그램 '생방임까!? 선데이'의 공개 생방송 특별프로라는 설정의 드라마 파트를 축으로 하고, 트리오 (03·05는 듀오)로 노래한 게임 악곡과 오리지널 신곡, 또 공모로 선택된 솔로의 커버곡이 각 2곡이 수록되고 있다. 오리지널 신곡으로서 수록된 '첫사랑'은 'THE IDOLM@STER'의 악곡으로 첫 연작.
쟈켓 일러스트는 'ANIM@TION MASTER'시리즈의 앨범반과 같이, 애니메이션 스탭 마츠오 유스케가 담당하고 있다.
게임 첫 등장의 악곡으로 첫 CD화의 것, 및 이 CD시리즈용의 신곡은 굵은 글씨, 커버곡은 이탤릭으로 표기한다.

## 01
2012년 8월 15일 발매. 호시이 미키, 시죠 타카네, 가나하 히비키가 등장한다. DLC 악곡 '큥! 뱀파이어 걸', 오리지널 신곡 '첫사랑~1장 짝사랑의 벚꽃~'과, 커버곡을 수록.
수록곡
1. 생방임까 제 1 부 OP토크
2. 큥! 뱀파이어 걸(M@STER VERSION) 
가: 호시이 미키(하세가와 아키코) · 시죠 타카네(하라 유미) · 가나하 히비키(누마쿠라 마나미)
작사·작곡·편곡: 사사키트모코
3. 타카네 챌린지의 코너
4. 으~응? 
가: 호시이 미키(하세가와 아키코)
작사·작곡: 츤쿠♂
오리지널 아티스트: 마츠우라 아야
5. Believe 
가: 가나하 히비키(누마쿠라 마나미)
작사: 곡수치롤, 작곡: GROOVE SURFERS
오리지널 아티스트: Folder5
6. 영혼의 루프란 
가: 시죠 타카네(하라 유미)
작사: 타카가와면자, 작곡: 오모리 토시유키
오리지널 아티스트:  타카하시 요코
7. 히비키 챌린지의 코너
8. 아열대 걸
가: 가나하 히비키
작사·작곡:  카치수기
오리지널 아티스트: 카지히데키와 리디무사운타
9. 모습 있는 것 (かたち あるもの)
가: 시죠 타카네
작사: 시소코우 · 야마모토 나루미, 작곡: 코마츠 키요토
오리지널 아티스트: 시소코우
10. 꿈에서 만날 수 있으면 
가: 호시이 미키
작사·작곡: 오다키 에이이치
오리지널 아티스트: 요시다 미나코
11. 미키 챌린지의 코너
12. 첫사랑~1장 짝사랑의 벚꽃~
가: 호시이 미키(하세가와 아키코)·시죠 타카네(하라 유미)·가나하 히비키(누마쿠라 마나미)
작사: yura, 작곡·편곡: 타카다 류이치
13. 한화휘제
14. 큥! 뱀파이어 걸(M@STER VERSION) 오리지널 가라오케
작사·작곡·편곡: 사사키트모코

## 02
2012년 9월 5일 발매. 미나세 이오리, 미우라 아즈사, 후타미 아미가 등장한다. PS3판의 신곡 '일곱빛 버튼', 오리지널 신곡 '첫사랑~2장 고백의 불꽃~'과, 커버곡을 수록.
수록곡
1. 생방임까 제2부 OP토크
2. 일곱빛 버튼(M@STER VERSION) 
가: 미나세 이오리(쿠기미야 리에) · 미우라 아즈사(타카하시 치아키) · 후타미 아미(시모다 아사미)
작사: 엔도 후비트, 작곡·편곡: NBGI (우치다 테츠야)
3. 아즈사 챌린지의 코너
4. 장난스러운 KISS 
가: 후타미 아미(시모다 아사미)
작사: misono, 작곡: 키타노 마사토
오리지널 아티스트: day after tomorrow
5. 사랑과 머신건
가: 미나세 이오리(쿠기미야 리에)
작사·작곡: double knockout corporation
오리지널 아티스트: 후립파즈·기타
6. 우·후·후·후 
가: 미우라 아즈사(타카하시 치아키)
작사·작곡: EPO
오리지널 아티스트: EPO
7. 이오리 챌린지의 코너
8. 리플렉티아
가: 미우라 아즈사(타카하시 치아키)
작사: riya, 작곡: 키쿠치 하지메
오리지널 아티스트: eufonius
9. 걸어 돌아가자 
가: 후타미 아미(시모다 아사미)
작사·작곡: 사이토 카즈요시
오리지널 아티스트: 사이토 카즈요시
10. 비구름 
가: 미나세 이오리(쿠기미야 리에)
작사·작곡: RYTHEM
오리지널 아티스트: RYTHEM
11. 아미 챌린지의 코너
12. 첫사랑~2장 고백의 불꽃~
가: 미나세 이오리(쿠기미야 리에)·미우라 아즈사(타카하시 치아키)·후타미 아미(시모다 아사미)
작사: yura, 작곡·편곡: 타카다 류이치
13. 한화휘제
14. 일곱빛 버튼(M@STER VERSION) 오리지널 가라오케
작사: 엔도 후비트, 작곡·편곡: NBGI(우치다 테츠야)

## 03
2012년 9월 26일 발매. 타카츠키 야요이, 아키즈키 리츠코, 프로듀서가 등장한다. DLC 악곡 '사랑 LIKE 햄버거', 오리지널 신곡 '첫사랑~3장 행복의 단풍~'과, 커버곡을 수록.
수록곡
1. 생방임까 제3부 OP토크
2. 사랑 LIKE 햄버거(M@STER VERSION) 
가: 타카츠키 야요이(니고 마야코) · 아키즈키 리츠코(와카바야시 나오미)
작사: 시로세채, 작곡·편곡: NBGI(타지마승랑)
3. 야요이 챌린지의 코너
4. 라비라비 
가: 타카츠키 야요이(니고 마야코)
작사: 후 글자의 마나미, 작곡: 카타오카 상속인열매
오리지널 아티스트: 파킷트
5. Brand New Wave Upper Ground 
가: 아키즈키 리츠코(와카바야시 나오미)
작사:  YUKI, 작곡: TAKUYA
오리지널 아티스트: JUDY AND MARY
6. 스페셜 게스트 극장,상점등에서 손님을 불러들
7. YELL~엘~ 
가: 프로듀서(아카바네 켄지)
작사·작곡: 오부치 켄타로
오리지널 아티스트: 코브크로
8. 프로듀서 챌린지의 코너
9. 내일이 있어 (조지아에서 갑시다 편) 
가: 프로듀서(아카바네 켄지)
작사: 아오시마 유키오 · 후쿠사토 신이치, 작곡: 나카무라8대
오리지널 아티스트: 우르후르즈
10. 만나고 싶은 기분
가: 아키즈키 리츠코(와카바야시 나오미)
작사·작곡: 오오누키 타에코
오리지널 아티스트: 오오누키 타에코
11. 화장실의 하느님
가: 타카츠키 야요이(니고 마야코)
작사: 우에무라화채 · 야마다 히로시, 작곡: 우에무라화채
오리지널 아티스트: 우에무라화채
12. 리츠코 챌린지의 코너
13. 첫사랑~3장 행복의 단풍~
가: 타카츠키 야요이(니고 마야코)·아키즈키 리츠코(와카바야시 나오미)
작사: yura, 작곡·편곡: 타카다 류이치
14. 한화휘제
15. 사랑 LIKE 햄버거(M@STER VERSION) 오리지널 가라오케
작사: 시로세채, 작곡·편곡: NBGI(타지마승랑)

## 04
2012년 10월 17일 발매. 아마미 하루카, 키쿠치 마코토, 후타미 마미가 등장한다. DLC 악곡 'Honey Heartbeat', 오리지널 신곡 '첫사랑~4장 운명의 이브~'와, 커버곡을 수록.
수록곡
1. 생방임까 제사부 OP토크
2. Honey Heartbeat(M@STER VERSION) 
가: 아마미 하루카(나카무라 에리코) · 키쿠치 마코토(히라타 히로미) · 후타미 마미(시모다 아사미)
작사: NBGI(MC TC), 작곡·편곡: NBGI(LindaAI-CUE)
3. 하루카 챌린지의 코너
4. 천사의 약속 
가: 아마미 하루카(나카무라 에리코)
작사: 후지이 후미야, 작곡: 아리가 히로오
오리지널 아티스트:  후쿠다 무용
5. Groovin' Magic 
가: 키쿠치 마코토(히라타 히로미)
작사·작곡: 이토 리에자
오리지널 아티스트:  ROUND TABLE featuring Nino
6. 가능성 걸 
가: 후타미 마미(시모다 아사미)
작사: 이 해 양다리 인사순치, 작곡: 호테이 토모야스
오리지널 아티스트: 쿠리야마 치아키
7. 마미 챌린지의 코너
8. 미래의 지도 
가: 후타미 마미(시모다 아사미)
작사: Mi+H, 작곡: Mi+G
오리지널 아티스트: [[Mi (밴드)| Mi] ]
9. TOMORROW 
가: 아마미 하루카(나카무라 에리코)
작사: 오카모토 마요 /마나행수, 작곡: 오카모토 마요
오리지널 아티스트: 오카모토 마요
10. 미래 예상도 II 
가: 키쿠치 마코토(히라타 히로미)
작사·작곡: 요시다 미와
오리지널 아티스트: DREAMS COME TRUE
11. 마코토 챌린지의 코너
12. 첫사랑~4장 운명의 이브~
가: 아마미 하루카(나카무라 에리코)·키쿠치 마코토(히라타 히로미)·후타미 마미(시모다 아사미)
작사: yura, 작곡·편곡: 타카다 류이치
13. 한화휘제
14. Honey Heartbeat(M@STER VERSION) 오리지널 가라오케
작사: NBGI(MC TC), 작곡·편곡: NBGI(LindaAI-CUE)

## 05
2012년 11월 7일 발매. 키사라기 치하야, 하기와라 유키호, 오토나시 코토리가 등장한다. DLC 악곡 'Little Match Girl', 오리지널 신곡 '첫사랑~5장 영원의 크리스마스~'와, 커버곡을 수록.
수록곡
1. 생방임까 제５부 OP토크
2. Little Match Girl(M@STER VERSION)
가: 키사라기 치하야(이마이 아사미) · 하기와라 유키호(아사쿠라 아즈미)
작사·작곡·편곡: ESTi
3. 작은 새 챌린지의 코너
4. 바람의 마법 
가: 하기와라 유키호(아사쿠라 아즈미)
작사·작곡: 오토 후미
오리지널 아티스트: 오토 후미
5. 이심전심 하자
가: 오토나시 코토리(타키타 쥬리)
작사·작곡: 오오시로 히카루혜
오리지널 아티스트: 오오시로 히카루혜
6. Shangri-La 
가: 키사라기 치하야(이마이 아사미)
작사: atsuko, 작곡: atsuko·KATSU
오리지널 아티스트: angela
7. 유키호 챌린지의 코너
8. 작은 것 
가: 키사라기 치하야(이마이 아사미)
작사: 미우라 토쿠코, 작곡: 산이고관
오리지널 아티스트: 하야시 아스카
9. 암리타 
가: 하기와라 유키호(아사쿠라 아즈미)
작사·작곡: 인가의 카오리
오리지널 아티스트: 마키노유의
10. 고마워… 
가: 오토나시 코토리(타키타 쥬리)
작사·작곡: KOKIA
오리지널 아티스트: KOKIA
11. 치하야 챌린지의 코너
12. 첫사랑~5장 영원의 크리스마스~
가: 키사라기 치하야(이마이 아사미)·하기와라 유키호(아사쿠라 아즈미)
작사: yura, 작곡·편곡: 타카다 류이치
13. 앵콜!!
14. Little Match Girl(M@STER VERSION) 오리지널 가라오케
작사·작곡·편곡: ESTi

## CURTAIN CALL
'생방임까 SPECIAL CURTAIN CALL' (커튼 콜)은 2013년 1월 30일 발매. CD2 매 셋트. '2'의 삽입곡 'First Step', 파치슬로 'LIVE in SLOT!'의 신곡 'We Have A Dream', 오리지널 신곡으로서 '커튼콜'과 '행복', ANIM@TION MASTER와 PERFECT IDOL (애니메이션 BD·DVD의 초회 봉입 특전 CD)의 수록곡의 솔로 리믹스 12곡이 수록되고 있다.
수록곡
Disc1
# 생방임까 커튼콜 OP토크
# We Have A Dream(M@STER VERSION) 
#: 가: 아마미 하루카(나카무라 에리코)·호시이 미키(하세가와 아키코)·키사라기 치하야(이마이 아사미)·타카츠키 야요이(니고 마야코)·하기와라 유키호(아사쿠라 아즈미)·가나하 히비키(누마쿠라 마나미)
#: 작사: 나카무라 메구미, 작곡·편곡: 사사키 히로시인
# We just started (미키솔로 리믹스)
#: 가: 호시이 미키(하세가와 아키코)
#: 작사: mft, 작곡: 오노 타카미츠, 편곡: 타케나카 후미카즈
# I'm so free!  (아즈사 솔로 리믹스)
#: 가: 미우라 아즈사(타카하시 치아키)
#: 작사·작곡: 사에키 youthK(rhythm zone) , 편곡: woora
# 지금 스타트!  (치하야 솔로 리믹스)
#: 가: 키사라기 치하야(이마이 아사미)
#: 작사·작곡: 백호우보, 편곡: 쿠사노좋아 히로
# Slapp Happy!!! (야요이 솔로 리믹스)
#: 가: 타카츠키 야요이(니고 마야코)
#: 작사·작곡·편곡: 미트
# 너인 채로 (하루카 솔로 리믹스)
#: 가: 아마미 하루카(나카무라 에리코)
#: 작사·작곡·편곡: 나카츠카 타케시
# First Step
#: 가: 하기와라 유키호(아사쿠라 아즈미)
#: 작사: 아사쿠라 아즈미, 작곡: NBGI( 나카가와 코지) , 편곡: NBGI(나카가와 코지·코바야시계수)
Disc2
# 커피 한잔의 이미지 (히비키 솔로 리믹스)
#: 가: 가나하 히비키(누마쿠라 마나미)
#: 작사: 우물 주위의 낮은 울 니치비, 작곡·편곡: 오노 타카미츠
# 어른의 시작 (아미 솔로 리믹스)
#: 가: 후타미 아미(시모다 아사미)
#: 작사: 시로세채, 작곡: 오노 타카미츠, 편곡: 타케나카 후미카즈
# 추억의 시작 (마코토 솔로 리믹스)
#: 가: 키쿠치 마코토(히라타 히로미)
#: 작사·작곡: 백호우보, 편곡: 백호우보·쿠사노좋아 히로
# 신SUMMER!! (마미 솔로 리믹스)
#: 가: 후타미 마미(시모다 아사미)
#: 작사: yura, 작곡·편곡:  타나카 히데카즈
# MOONY (리츠코 솔로 리믹스)
#: 가: 아키즈키 리츠코(와카바야시 나오미)
#: 작사: yura, 작곡·편곡: Funta7
# Happy Christmas (타카네 솔로 리믹스)
#: 가: 시죠 타카네(하라 유미)
#: 작사: 카이타 유리코, 작곡: NBGI(시이나 고) , 편곡: Fuming
# My Wish (이오리 솔로 리믹스)
#: 가: 미나세 이오리(쿠기미야 리에)
#: 작사·작곡: Asu, 편곡: 세키 쥰지로우
# 기쁨
#: 가: 오토나시 코토리
#: 작사: yura, 작곡·편곡: NBSI(코바야시계수)
# 커튼 콜
#: 가: 키쿠치 마코토(히라타 히로미)·후타미 아미/마미(시모다 아사미)·미나세 이오리(쿠기미야 리에)·미우라 아즈사(타카하시 치아키)·시죠 타카네(하라 유미)·아키즈키 리츠코(와카바야시 나오미)
#: 작사·작곡: nyanyannya〈 Team.고양이나[고양이] 〉, 편곡: 미야자키 마코토
# 은폐 트럭

## 첫사랑 조곡
'생방임까 SPECIAL 현악 사중주 첫사랑 조곡'은 2013년 4월 10일 발매. CD2매 셋트. 제54회 일본 레코드 대상 기획상 수상 기념 작품으로서 발매되었다. 완전 초회 한정 생산. 01 - 05에 수록된 첫사랑 시리즈의 솔로 리믹스 및 가라오케, 그리고 서장과 종장을 더한 현악 4중주 '첫사랑 조곡'의 전25곡을 수록. 쟈켓은 특수 데지팍크 사양으로, CD 그 자체도 MASTER SONIC 64 bit PROCESSING과 Blu-spec CD2의 2개의 기술을 사용한 특별 사양이 되어 있다.
수록곡
DISC1
1. 현악 사중주 '첫사랑 조곡'
작곡·편곡: 타카다 류이치
연주: Vn. 무로야 코이치로, Vn.하마노 타카후미, Va.이쿠노 마사키, Vc.히구치 야스시세
2. 첫사랑 오리지널 가라오케
작사: yura, 작곡·편곡: 타카다 류이치

DISC2
첫사랑 시리즈 솔로 리믹스
작사: yura, 작곡·편곡: 타카다 류이치
1. 첫사랑~1장 짝사랑의 벚꽃~(미키솔로 리믹스)
가: 호시이 미키(하세가와 아키코)
2. 첫사랑~1장 짝사랑의 벚꽃~(타카네 솔로 리믹스)
가: 시죠 타카네(하라 유미)
3. 첫사랑~1장 짝사랑의 벚꽃~(히비키 솔로 리믹스)
가: 가나하 히비키(누마쿠라 마나미)
4. 첫사랑~2장 고백의 불꽃~(아미 솔로 리믹스)
가: 후타미 아미(시모다 아사미)
5. 첫사랑~2장 고백의 불꽃~(이오리 솔로 리믹스)
가: 미나세 이오리(쿠기미야 리에)
6. 첫사랑~2장 고백의 불꽃~(아즈사 솔로 리믹스)
가: 미우라 아즈사(타카하시 치아키)
7. 첫사랑~3장 행복의 단풍~(야요이 솔로 리믹스)
가: 타카츠키 야요이(니고 마야코)
8. 첫사랑~3장 행복의 단풍~(리츠코 솔로 리믹스)
가: 아키즈키 리츠코(와카바야시 나오미)
9. 첫사랑~4장 운명의 이브~(하루카 솔로 리믹스)
가: 아마미 하루카(나카무라 에리코)
10. 첫사랑~4장 운명의 이브~(마코토 솔로 리믹스)
가: 키쿠치 마코토(히라타 히로미)
11. 첫사랑~4장 운명의 이브~(마미 솔로 리믹스)
가: 후타미 마미(시모다 아사미)
12. 첫사랑~5장 영원의 크리스마스~(치하야 솔로 리믹스)
가: 키사라기 치하야(이마이 아사미)
13. 첫사랑~5장 영원의 크리스마스~(유키호솔로 리믹스)
가: 하기와라 유키호(아사쿠라 아즈미)